# The Temptations
The Temptations là ban nhạc huyền thoại người Mỹ, được biết tới nhiều qua những thành công với Motown Records trong suốt thập niên 60 và 70 của thế kỷ 20. Nổi tiếng về cách bố trí trình diễn, hòa âm đặc trưng và cách ăn vận hoàng nhoáng, ban nhạc trở thành những người có ảnh hưởng nhất với dòng nhạc R&B và soul, tương tự như The Beatles với nhạc pop và rock.
Luôn được cấu thành từ 5 thành viên đều là ca sĩ - vũ công, ban nhạc ra đời vào năm 1960 ở Detroit, Michigan với tên gọi The Elgins. Với khoảng 10 triệu đĩa từng được bán, họ sớm trở thành một trong những nghệ sĩ thành công nhất lịch sử. Tính tới năm 2013, họ vẫn tiếp tục trình diễn cho Universal Music Group trong đó có 1 thành viên sáng lập duy nhất còn sống là Otis Williams.
5 thành viên sáng lập nhóm bao gồm Otis Williams, Elbridge "Al" Bryant, Melvin Franklin, Eddie Kendricks, và Paul Williams. Họ ban đầu tới từ 2 nhóm nhạc đối đầu nhau là The Distants và The Primes. Cũng giống như ban nhạc "chị em" của mình là The Supremes, The Temptations thay đổi thành viên rất thường xuyên. Năm 1964, Bryant bị thay thế bởi David Ruffin, chỉ 4 năm sau, Ruffin bị thay thế bởi Dennis Edwards. Năm 1971, Paul Williams và Kendricks ra đi và Ricky Owens và Richard Street tới thay thế. Damon Harris là người thay thế gần đây nhất.
Suốt sự nghiệp của mình, The Temptations có tổng cộng 4 đĩa đơn quán quân Billboard Hot 100 và 14 đĩa đơn quán quân tại Hot R&B. Họ cũng có trong tay 3 giải Grammy. The Temptations cũng là nghệ sĩ đầu tiên của Motown giành được giải Grammy và vào năm 2013, họ được trao Giải Grammy Thành tựu trọn đời. 6 người trong số các thành viên (Edwards, Franklin, Kendricks, Ruffin, Otis Williams và Paul Williams) đã được vinh danh tại Đại sảnh Danh vọng Rock and Roll vào năm 1989. 3 ca khúc kinh điển của nhóm là "My Girl", "Just My Imagination (Running Away with Me)" va "Papa Was a Rollin' Stone" được có tên trong danh sách "500 ca khúc thay đổi lịch sử nhạc Rock and Roll". The Temptations cũng được tạp chí Rolling Stone xếp hạng 68 trong danh sách "100 nghệ sĩ vĩ đại nhất mọi thời đại".

## Danh sách đĩa nhạc

### Đĩa đơn quán quân tại Anh và Mỹ
Đây là danh sách các đĩa đơn quán quân tại các bảng xếp hạng Pop ở Anh và Mỹ. Nó cũng bao gồm các đĩa đơn quán quân tại các bảng xếp hạng R&B.
| Năm   | Đĩa đơn                                                                     | US Top 10 | UK Top 10 | R&B No. 1 |
| ----- | --------------------------------------------------------------------------- | --------- | --------- | --------- |
| 1965: | "My Girl"                                                                   | 1         | 2         | 1         |
| 1966: | "Get Ready"                                                                 | 29        | 10        | 1         |
| 1966: | "Ain't Too Proud to Beg"                                                    | 13        | 21        | 1         |
| 1966: | "Beauty Is Only Skin Deep"                                                  | 3         | 18        | 1         |
| 1966: | "(I Know) I'm Losing You"                                                   | 8         | 19        | 1         |
| 1967: | "All I Need"                                                                | 8         | –         | 2         |
| 1967: | "You're My Everything"                                                      | 6         | 26        | 3         |
| 1967: | "I Wish It Would Rain"                                                      | 4         | 45        | 1         |
| 1968: | "I Could Never Love Another (After Loving You)"                             | 13        | 47        | 1         |
| 1968  | "Cloud Nine"                                                                | 6         | 15        | 2         |
| 1968: | "I'm Gonna Make You Love Me" (Diana Ross & the Supremes và the Temptations) | 2         | 2         | 1         |
| 1969: | "Run Away Child, Running Wild"                                              | 6         | –         | 1         |
| 1969: | "I Can't Get Next to You"                                                   | 1         | 13        | 1         |
| 1970: | "Psychedelic Shack"                                                         | 7         | 33        | 2         |
| 1970: | "Ball of Confusion (That's What the World Is Today)"                        | 3         | 7         | 2         |
| 1971: | "Just My Imagination (Running Away with Me)"                                | 1         | 8         | 1         |
| 1972: | "Papa Was a Rollin' Stone"                                                  | 1         | 14        | 5         |
| 1973: | "Masterpiece"                                                               | 7         | –         | 1         |
| 1973: | "Let Your Hair Down"                                                        | –         | –         | 1         |
| 1974: | "Happy People"                                                              | –         | –         | 1         |
| 1975: | "Shakey Ground"                                                             | –         | –         | 1         |
| 1991: | "The Motown Song" (Rod Stewart cùng The Temptations)                        | 10        | –         | –         |
| 1992: | "My Girl" (tái bản)                                                         | –         | 2         | –         |

### Album top 10
Danh sách bao gồm các album nằm trong Top 10 Pop ở Anh và Mỹ, cũng như Top 10 R&B tại Mỹ.
- 1965: The Temptations Sing Smokey (R&B #1)
- 1965: The Temptin' Temptations (R&B #1)
- 1966: Gettin' Ready (R&B #1)
- 1966: Greatest Hits (R&B #1) (US #5)
- 1967: Temptations Live! (R&B #1) (US #10)
- 1967: The Temptations with a Lot o' Soul (R&B #1) (US #7)
- 1967: The Temptations in a Mellow Mood (R&B #1)
- 1968: The Temptations Wish It Would Rain (R&B #1)
- 1968: The Temptations Show (R&B #2)
- 1968: Diana Ross & the Supremes Join The Temptations (cùng Diana Ross & The Supremes) (R&B #1) (US #2)
- 1968: TCB (cùng Diana Ross & The Supremes) (R&B #1) (US #1)
- 1968: Live at the Copa (R&B #2)
- 1969: Cloud Nine (R&B #1) (US #4)
- 1969: Puzzle People (R&B #1) (US #5)
- 1969: Together (R&B #6)
- 1969: On Broadway (R&B #4)
- 1970: Psychedelic Shack (R&B #1) (US #9)
- 1970: Live at London's Talk of the Town (R&B #5)
- 1970: Greatest Hits, Vol. 2 (R&B #2)
- 1971: Sky's the Limit (R&B #2)
- 1972: Solid Rock (R&B #1)
- 1972: All Directions (R&B #1) (US #2)
- 1973: Masterpiece (R&B #1) (US #7)
- 1973: Anthology (R&B #5)
- 1973: 1990 (R&B #2)
- 1975: A Song for You (R&B #1)
- 1975: Wings of Love (R&B #3)
- 1976: The Temptations Do The Temptations (R&B #10)
- 1982: Reunion (R&B #2)
- 1984: Truly for You (R&B #3)
- 1986: To Be Continued (R&B #4)

## Phim
- 1973: Save the Children
- 1987: Happy New Year
- 2007: Walk Hard: The Dewey Cox Story

### Truyền hình
- 1985: The Fall Guy (tập "Rockabye Baby", 13 tháng 2 năm 1985)
- 1985: The Love Boat (tập "Your Money or Your Wife/Joint Custody/The Temptations", 5 tháng 10 năm 1985)
- 1986: Moonlighting (tập "Symphony in Knocked Flat", 21 tháng 10 năm 1986)
- 1986: 227 (tập "Temptations", 15 tháng 11 năm 1986)
- 1990: Murphy Brown (tập "Goin' to the Chapel, Part 2", 21 tháng 5 năm 1990)
- 1990: trình diễn chương trình Get Ready trên sóng đài CBS (1990-91)
- 1993: Getting By (tập "Reach for the Stars", 23 tháng 11 năm 1993)
- 1996: New York Undercover (tập "Deep Cover", 2 tháng 5 năm 1996)
- 2008: Friday Night with Jonathan Ross, 7 tháng 3 năm 2008
- 2012: Dancing with the Stars – Motown, 23 tháng 4 năm 2012

### Video và DVD
- 1991: The Temptations – Live in Concert
- 2004: 20th Century Masters – The Best of the Temptations
- 2006: Get Ready: The Definitive Performances - 1965–1972
- 2007: The Temptations – Live In London (1987)